# Hypercalymnia occidentalis
Hypercalymnia occidentalis là một loài bướm đêm trong họ Noctuidae.